# Voleibol nos Jogos Centro-Americanos e do Caribe de 2018 - Feminino
O torneio de voleibol feminino dos Jogos Centro-Americanos e do Caribe de 2018 foi a 18ª edição desta variante organizado pela ODECABE e Comité Olímpico Colombiano, em parceria com a NORCECA, celebrado no período de 20 a 25 de julho com as partidas realizadas no Humberto Perea Coliseum na cidade de Barranquilla, Colômbia. Oito equipes participaram do torneio.
A Seleção Dominicana conquistou seu sétimo título, sendo o pentacampeonato consecutivo ao derrotar a Colômbia que pela primeira vez chega a final, e Porto Rico finalizou com o bronze.A dominicana Prisilla Rivera foi eleita a melhor jogadora da competição.

## Seleções participantes
As seguintes seleções paraticiparam dos Jogos Centro-Americanos e do Caribe ː
| Equipe               | Última participação |
| -------------------- | ------------------- |
| Colômbia             | (Sede), 6º em 2014  |
| Costa Rica           | 7º em 2014          |
| Cuba                 | 3º em 2014          |
| República Dominicana | 1º em 2014          |
| México               | 4º em 2014          |
| Porto Rico           | 2º em 2014          |
| Trinidad e Tobago    | 8º em 2014          |
| Venezuela            | 5º em 2014          |

## Formato da disputa
O torneio é dividido em duas fases: fase classificatória e fase final. 
Na fase preliminar as 8 equipes participantes foram divididas em dois grupos de 4 equipes, cada grupo foi jogado com um sistema de todos contra todos e as equipes foram classificadas de acordo com os seguintes critérios:
1. Maior número de partidas ganhas.
2. Maior número de pontos obtidos, que são concedidos da seguinte forma:
  - Partida com resultado final 3-0: 5 pontos para o vencedor e 0 pontos para o perdedor.
  - Partida com resultado final 3-1: 4 pontos para o vencedor e 1 pontos para o perdedor.
  - Partida com resultado final 3-2: 3 pontos para o vencedor e 2 pontos para o perdedor.
3. Proporção entre pontos ganhos e pontos perdidos (razão de pontos).
4. Proporção entre os sets ganhos e os sets perdidos (relação Sets).
5. Se o empate persistir entre duas equipes, a prioridade é dada à equipe que venceu a última partida entre as equipes envolvidas.
6. Se o empate persistir entre três equipes ou mais, uma nova classificação será feita levando-se em conta apenas as partidas entre as equipes envolvidas.

## Fase classificatória
Classificação

## Grupo A
|     |                      |     | Jogos | Jogos | Jogos | Resultados | Resultados | Resultados | Resultados | Resultados | Resultados | Sets | Sets | Sets  | Pontos | Pontos | Pontos |
| Pos | Equipe               | Pts | T     | V     | D     | 3–0        | 3–1        | 3–2        | 2–3        | 1–3        | 0–3        | V    | P    | R     | V      | P      | R      |
| --- | -------------------- | --- | ----- | ----- | ----- | ---------- | ---------- | ---------- | ---------- | ---------- | ---------- | ---- | ---- | ----- | ------ | ------ | ------ |
| 1   | República Dominicana | 13  | 3     | 3     | 0     | 1          | 2          | 0          | 0          | 0          | 0          | 9    | 2    | 4.500 | 271    | 203    | 1.335  |
| 2   | México               | 9   | 3     | 2     | 1     | 1          | 0          | 1          | 0          | 1          | 0          | 7    | 5    | 1.400 | 258    | 250    | 1.032  |
| 3   | Venezuela            | 3   | 3     | 1     | 2     | 0          | 0          | 1          | 0          | 0          | 2          | 3    | 8    | 0.375 | 205    | 268    | 0.765  |
| 4   | Cuba                 | 5   | 3     | 0     | 3     | 0          | 0          | 0          | 2          | 1          | 0          | 5    | 9    | 0.556 | 290    | 303    | 0.957  |

Resultados
| Data   | Hora  |                      | Placar |                      | Set 1 | Set 2 | Set 3 | Set 4 | Set 5 | Total  | Relatório |
| ------ | ----- | -------------------- | ------ | -------------------- | ----- | ----- | ----- | ----- | ----- | ------ | --------- |
| 20 jul | 17:00 | República Dominicana | 3–0    | Venezuela            | 25–11 | 29–27 | 25–11 |       |       | 79–49  | P2P3      |
| 20 jul | 21:00 | Cuba                 | 2–3    | México               | 22–25 | 25–21 | 25–20 | 19–25 | 8–15  | 99–106 | P2P3      |
| 21 jul | 15:00 | Venezuela            | 0–3    | México               | 20–25 | 18–25 | 16–25 |       |       | 54–75  | P2P3      |
| 21 jul | 19:00 | República Dominicana | 3–1    | Cuba                 | 25–18 | 25–17 | 20–25 | 25-17 |       | 95–60  | P2P3      |
| 22 jul | 17:00 | Cuba                 | 2–3    | Venezuela            | 28–30 | 25–18 | 21–25 | 25-12 | 15-17 | 114–73 | P2P3      |
| 22 jul | 19:00 | México               | 1–3    | República Dominicana | 25–22 | 16–25 | 19–25 | 17-25 |       | 77–72  | P2P3      |

## Grupo B
|     |                   |     | Jogos | Jogos | Jogos | Resultados | Resultados | Resultados | Resultados | Resultados | Resultados | Sets | Sets | Sets  | Pontos | Pontos | Pontos |
| Pos | Equipe            | Pts | T     | V     | D     | 3–0        | 3–1        | 3–2        | 2–3        | 1–3        | 0–3        | V    | P    | R     | V      | P      | R      |
| --- | ----------------- | --- | ----- | ----- | ----- | ---------- | ---------- | ---------- | ---------- | ---------- | ---------- | ---- | ---- | ----- | ------ | ------ | ------ |
| 1   | Colômbia          | 15  | 3     | 3     | 0     | 3          | 0          | 0          | 0          | 0          | 0          | 9    | 0    | MAX   | 229    | 159    | 1.440  |
| 2   | Porto Rico        | 9   | 3     | 2     | 1     | 1          | 1          | 0          | 0          | 0          | 1          | 6    | 4    | 1.500 | 237    | 208    | 1.139  |
| 3   | Trinidad e Tobago | 6   | 3     | 1     | 2     | 1          | 0          | 0          | 0          | 1          | 1          | 4    | 6    | 0.667 | 214    | 226    | 0.947  |
| 4   | Costa Rica        | 0   | 3     | 0     | 3     | 0          | 0          | 0          | 0          | 0          | 3          | 0    | 9    | 0.000 | 138    | 225    | 0.613  |

Resultados
| Data   | Hora  |                   | Placar |                   | Set 1 | Set 2 | Set 3 | Set 4 | Set 5 | Total | Relatório |
| ------ | ----- | ----------------- | ------ | ----------------- | ----- | ----- | ----- | ----- | ----- | ----- | --------- |
| 20 jul | 15:00 | Porto Rico        | 3–1    | Trinidad e Tobago | 19–25 | 25–17 | 25–16 | 25–20 |       | 94–78 | P2P3      |
| 20 jul | 19:00 | Colômbia          | 3–0    | Costa Rica        | 25–14 | 25–9  | 25–7  |       |       | 75–30 | P2P3      |
| 21 jul | 17:00 | Costa Rica        | 0–3    | Porto Rico        | 17–25 | 14–25 | 20–25 |       |       | 51–75 | P2P3      |
| 21 jul | 21:00 | Colômbia          | 3–0    | Trinidad e Tobago | 25–22 | 25–19 | 25–20 |       |       | 75–61 | P2P3      |
| 22 jul | 15:00 | Trinidad e Tobago | 3–0    | Costa Rica        | 25–18 | 25–23 | 25–16 |       |       | 75–57 | P2P3      |
| 22 jul | 21:00 | Porto Rico        | 0–3    | Colômbia          | 20–25 | 27–29 | 21–25 |       |       | 68–79 | P2P3      |

## Fase final

### Chaveamento final
|  | Quartas de finais | Quartas de finais | Quartas de finais |  |  | Semifinais | Semifinais           | Semifinais |  |  | Final    | Final                | Final    |
|  |                   |                   |                   |  |  |            |                      |            |  |  |          |                      |          |
|  |                   |                   |                   |  |  | Q1         | México               | 1          |  |  |          |                      |          |
|  | A2                | México            | 3                 |  |  | B1         | Colômbia             | 3          |  |  |          |                      |          |
|  | B3                | Trinidad e Tobago | 1                 |  |  |            |                      |            |  |  | SF1      | Colômbia             | 0        |
|  |                   |                   |                   |  |  |            |                      |            |  |  | SF2      | República Dominicana | 3        |
|  |                   |                   |                   |  |  | Q2         | Porto Rico           | 0          |  |  |          |                      |          |
|  | B2                | Porto Rico        | 3                 |  |  | A1         | República Dominicana | 3          |  |  | 3° lugar | 3° lugar             | 3° lugar |
|  | A3                | Venezuela         | 0                 |  |  |            |                      |            |  |  | SF1      | México               | 2        |
|  |                   |                   |                   |  |  |            |                      |            |  |  | SF2      | Porto Rico           | 3        |

### Quartas de final
| Data   | Hora  |            | Placar |                   | Set 1 | Set 2 | Set 3 | Set 4 | Set 5 | Total | Relatório |
| ------ | ----- | ---------- | ------ | ----------------- | ----- | ----- | ----- | ----- | ----- | ----- | --------- |
| 23 jul | 19:00 | México     | 3–1    | Trinidad e Tobago | 20–25 | 25–22 | 25–22 | 25-17 |       | 95–69 | P2P3      |
| 23 jul | 21:00 | Porto Rico | 3–0    | Venezuela         | 25–15 | 25–14 | 25–16 |       |       | 75–45 | P2P3      |

### Classificação do 5° ao 8° lugares
| Data   | Hora  |                   | Placar |            | Set 1 | Set 2 | Set 3 | Set 4 | Set 5 | Total | Relatório |
| ------ | ----- | ----------------- | ------ | ---------- | ----- | ----- | ----- | ----- | ----- | ----- | --------- |
| 24 jul | 15:00 | Venezuela         | 3–0    | Costa Rica | 25–15 | 25–12 | 25–13 |       |       | 75–40 | P2P3      |
| 24 jul | 17:00 | Trinidad e Tobago | 3–0    | Cuba       | 25–19 | 25–16 | 25–22 |       |       | 75–57 | P2P3      |

### Semifinais
| Data   | Hora  |            | Placar |                      | Set 1 | Set 2 | Set 3 | Set 4 | Set 5 | Total | Relatório |
| ------ | ----- | ---------- | ------ | -------------------- | ----- | ----- | ----- | ----- | ----- | ----- | --------- |
| 24 jul | 19:00 | México     | 1–3    | Colômbia             | 14–25 | 25–23 | 18–25 | 20–25 |       | 77–98 | P2P3      |
| 24 jul | 21:00 | Porto Rico | 0–3    | República Dominicana | 22–25 | 15–25 | 19–25 |       |       | 56–75 | P2P3      |

### Sétimo lugar
| Data   | Hora  |            | Placar |      | Set 1 | Set 2 | Set 3 | Set 4 | Set 5 | Total | Relatório |
| ------ | ----- | ---------- | ------ | ---- | ----- | ----- | ----- | ----- | ----- | ----- | --------- |
| 25 jul | 15:00 | Costa Rica | 1–3    | Cuba | 19–25 | 13–25 | 25–23 | 12-25 |       | 69–73 | P2P3      |

### Quinto lugar
| Data   | Hora  |           | Placar |                   | Set 1 | Set 2 | Set 3 | Set 4 | Set 5 | Total | Relatório |
| ------ | ----- | --------- | ------ | ----------------- | ----- | ----- | ----- | ----- | ----- | ----- | --------- |
| 25 jul | 17:00 | Venezuela | 0–3    | Trinidad e Tobago | 24–26 | 19–25 | 20–25 |       |       | 63–76 | P2P3      |

### Terceiro lugar
| Data   | Hora  |        | Placar |            | Set 1 | Set 2 | Set 3 | Set 4 | Set 5 | Total  | Relatório |
| ------ | ----- | ------ | ------ | ---------- | ----- | ----- | ----- | ----- | ----- | ------ | --------- |
| 25 jul | 19:00 | México | 2–3    | Porto Rico | 24–26 | 25–15 | 19–25 | 29-27 | 12-15 | 109–66 | P2P3      |

### Final
| Data   | Hora  |          | Placar |                      | Set 1 | Set 2 | Set 3 | Set 4 | Set 5 | Total | Relatório |
| ------ | ----- | -------- | ------ | -------------------- | ----- | ----- | ----- | ----- | ----- | ----- | --------- |
| 25 jul | 21:00 | Colômbia | 0–2    | República Dominicana | 19–25 | 17–25 | 19–25 |       |       | 55–75 | P2P3      |